# Orimarga flaviventris
Orimarga flaviventris là một loài ruồi trong họ Limoniidae. Chúng phân bố ở miền Australasia.